# Marino Marini

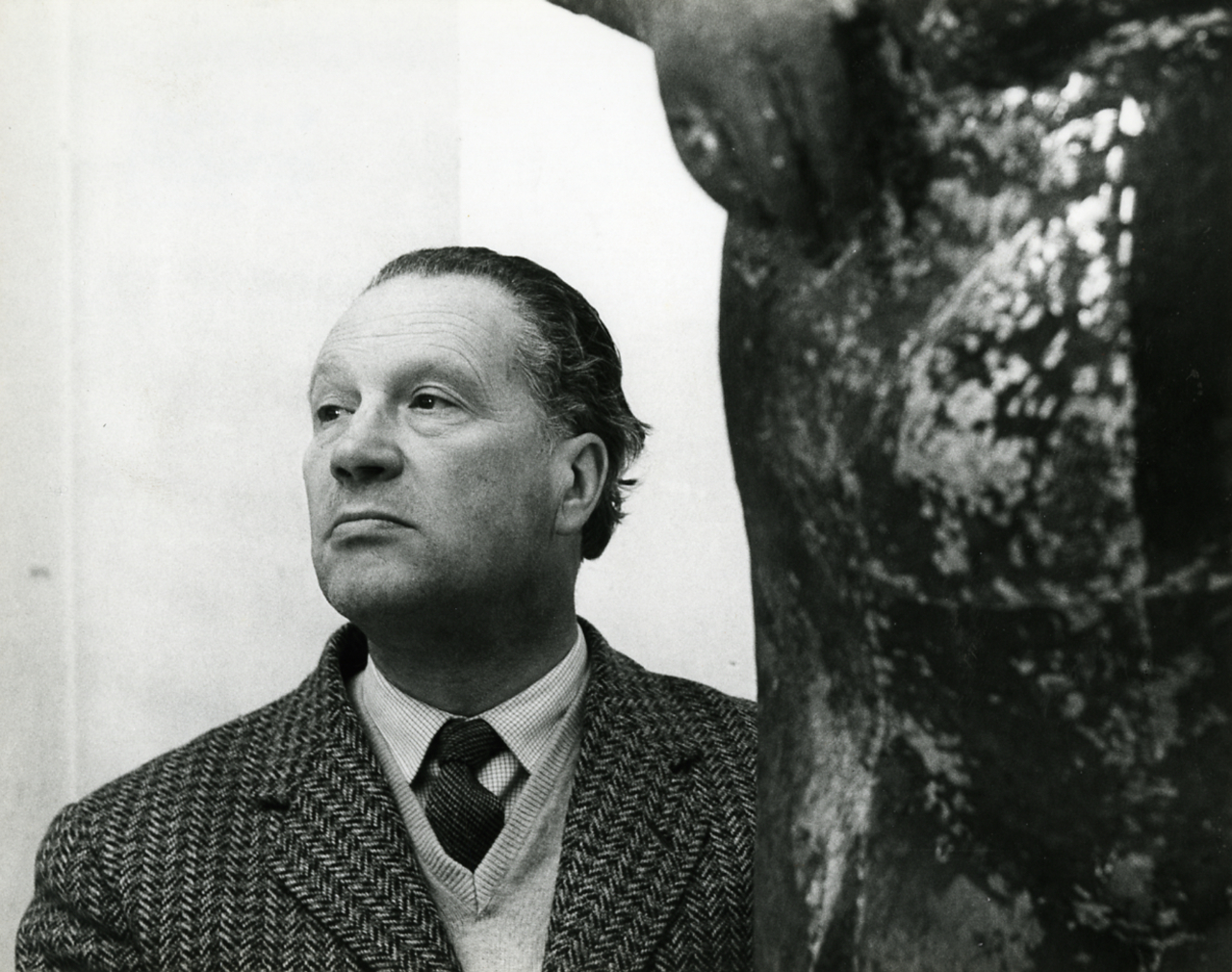
Marino Marini.

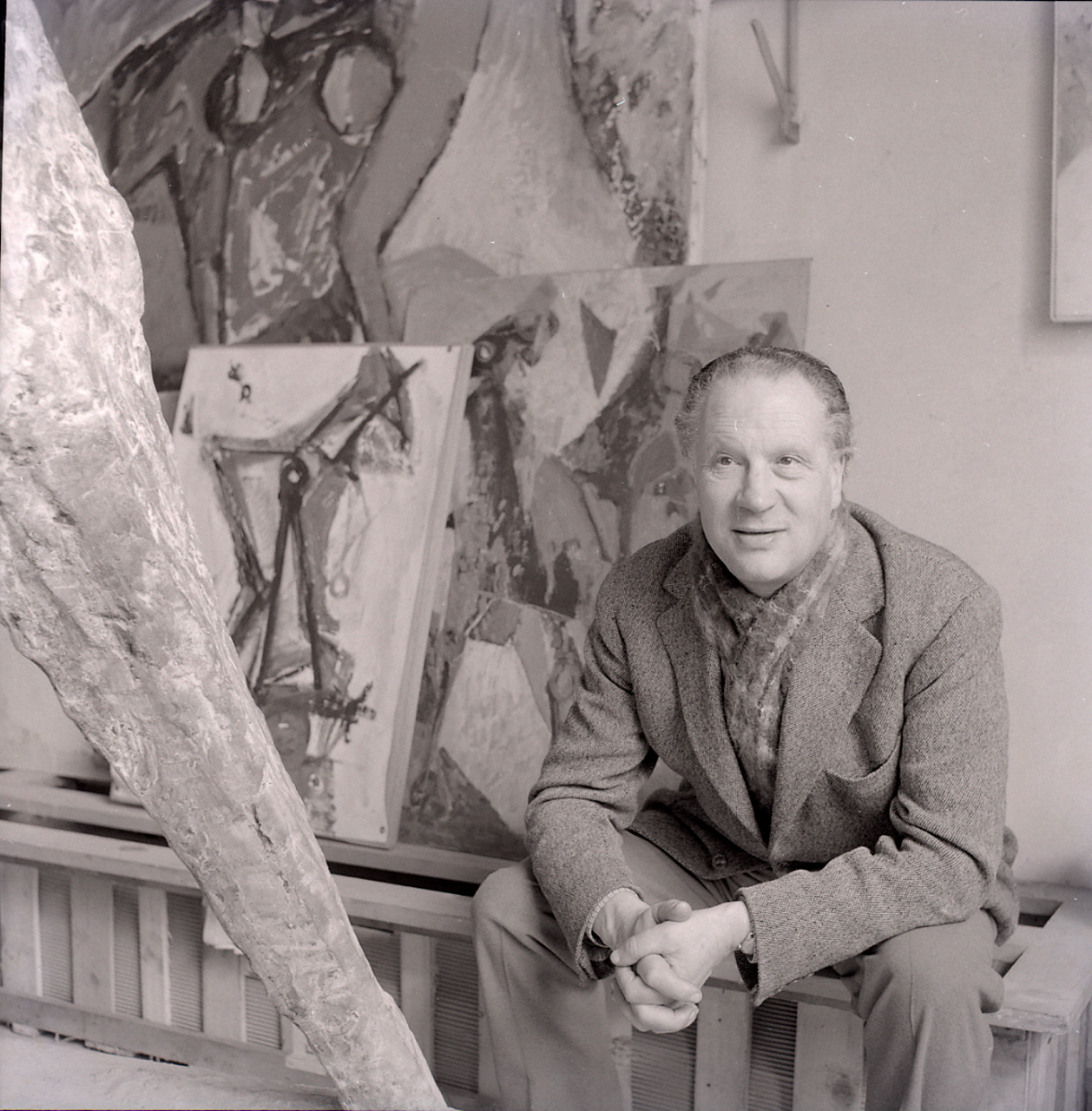
Marino Marini.

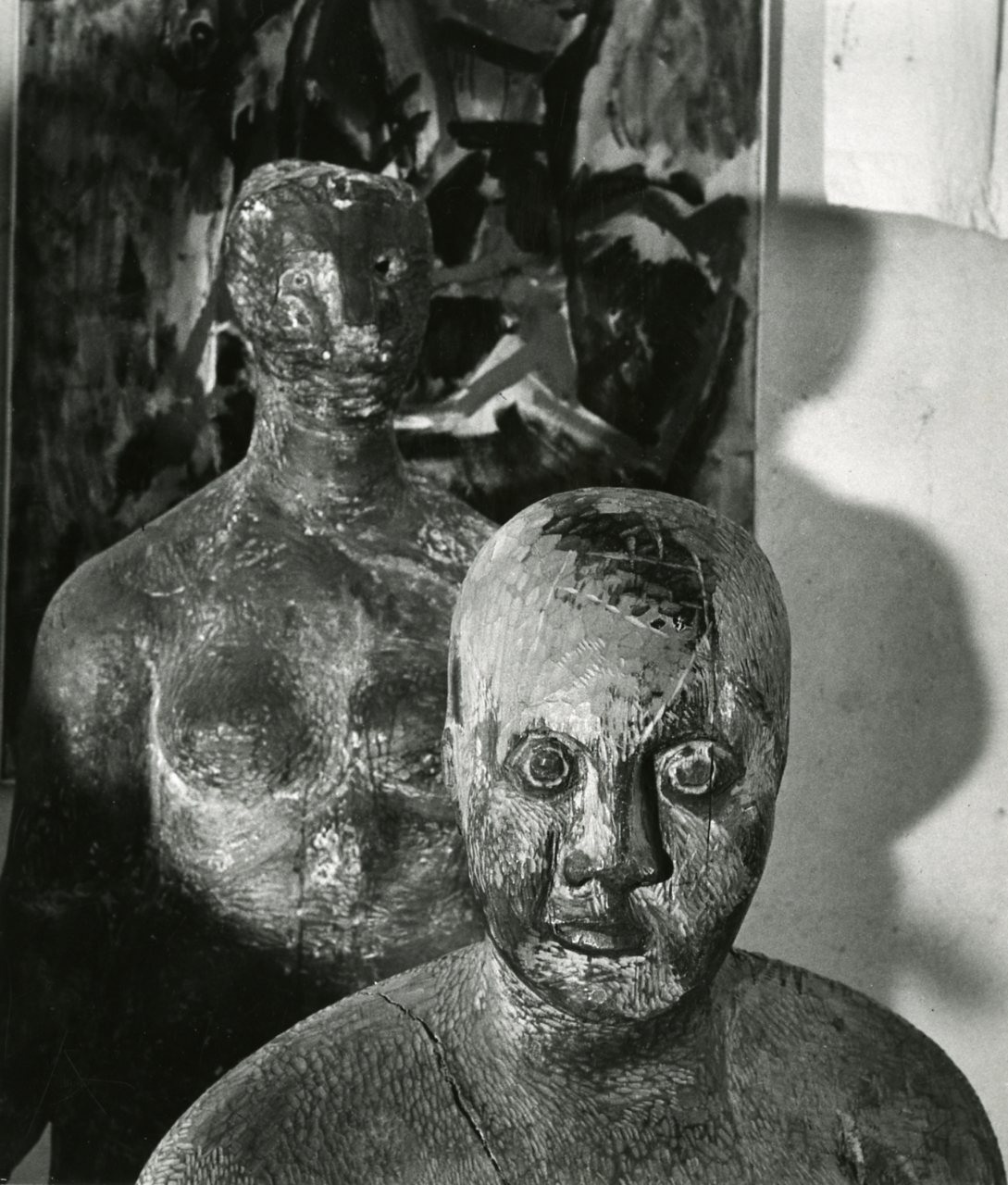
Marino Marini, byster.

Marino Marini, född 27 februari 1901 i Pistoia i Italien, död 6 augusti 1980 i Viareggio, var en italiensk skulptör och bildkonstnär. Han är känd framförallt för stiliserade häst- och ryttarskulpturer.

## Biografi

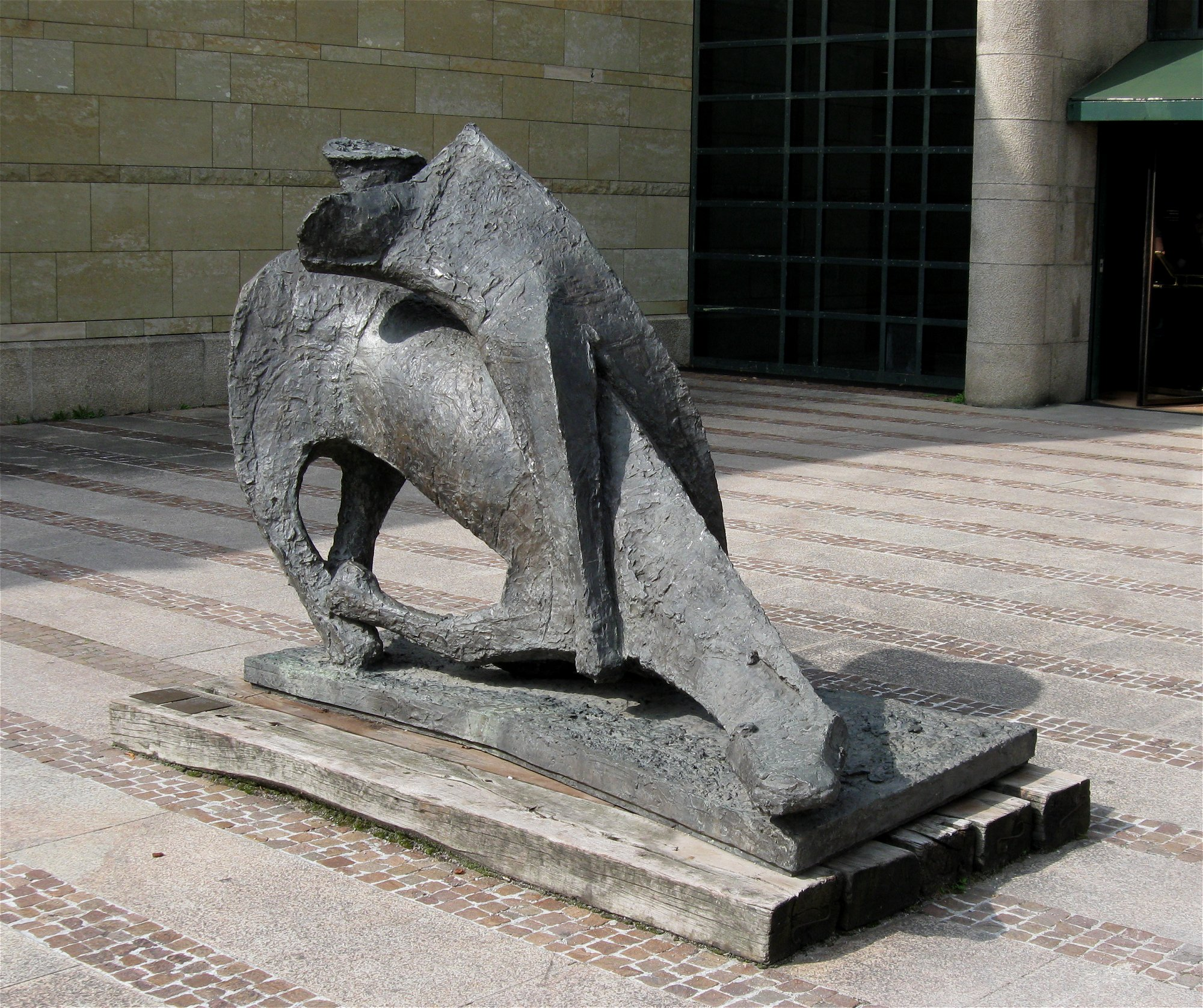
Miracolo, brons, vid entrén till Neue Pinakothek i München

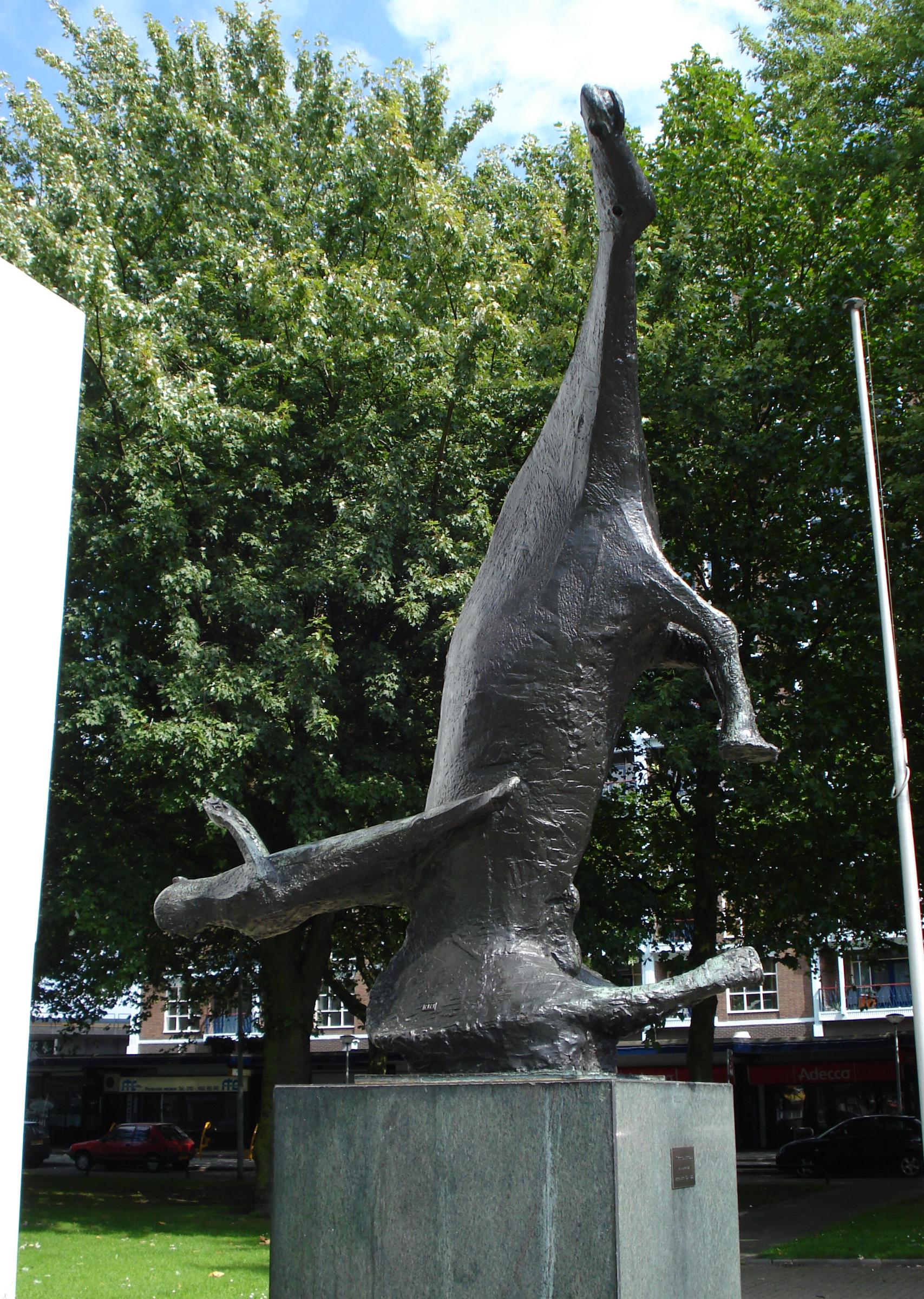
Il Grande Miracolo (1953) i Rotterdam

Marino Marini började utbilda sig vid Accademia di Belle Arti di Firenze 1917. Från 1922 ägnade han sig framför allt åt skulptur, ofta inspirad av etruskisk konst. Han arbetade som professor vid Scuola d’Arte di Villa Reale i Monza 1929-40. Därefter var han professor vid Accademia di Belle Arti di Brera i Milano med bland andra Walter Bengtsson och Gudrun Eduards som elever.
Marino Marini fick staden Venedigs skulptur-priset vid Venedigbiennalen in 1952. I Florens finns ett skulptörmuseum med hans verk. I Sverige finns Grande Cavallo (Den stora hästen, 1951), brons, i Marabouparken i Sundbyberg, Ryttare (1945), brons, i Göteborgs konstmuseum och en bronsskulptur med en pojke till häst i entrén i Folksamhuset i Stockholm samt med litografier vid Örebro läns landsting.

## Verk i urval
- L'Angelo della Città, brons, 1948, vid entrén till Peggy Guggenheim Collection i Venedig
- Il Grande Miracolo, brons, 1953, Pleinweg/Mihnherenlaam i Rotterdam
- Miracolo, brons, 1959-60, vid entrén till Neue Pinakothek i München och utanför Kunsthaus Zürich
- Der Schrei, brons, 1963, Skulpturengarten der Nationalgalerie i Berlin
- Paard ein ruiter, brons, Winkelstede i Haag

## Fotogalleri

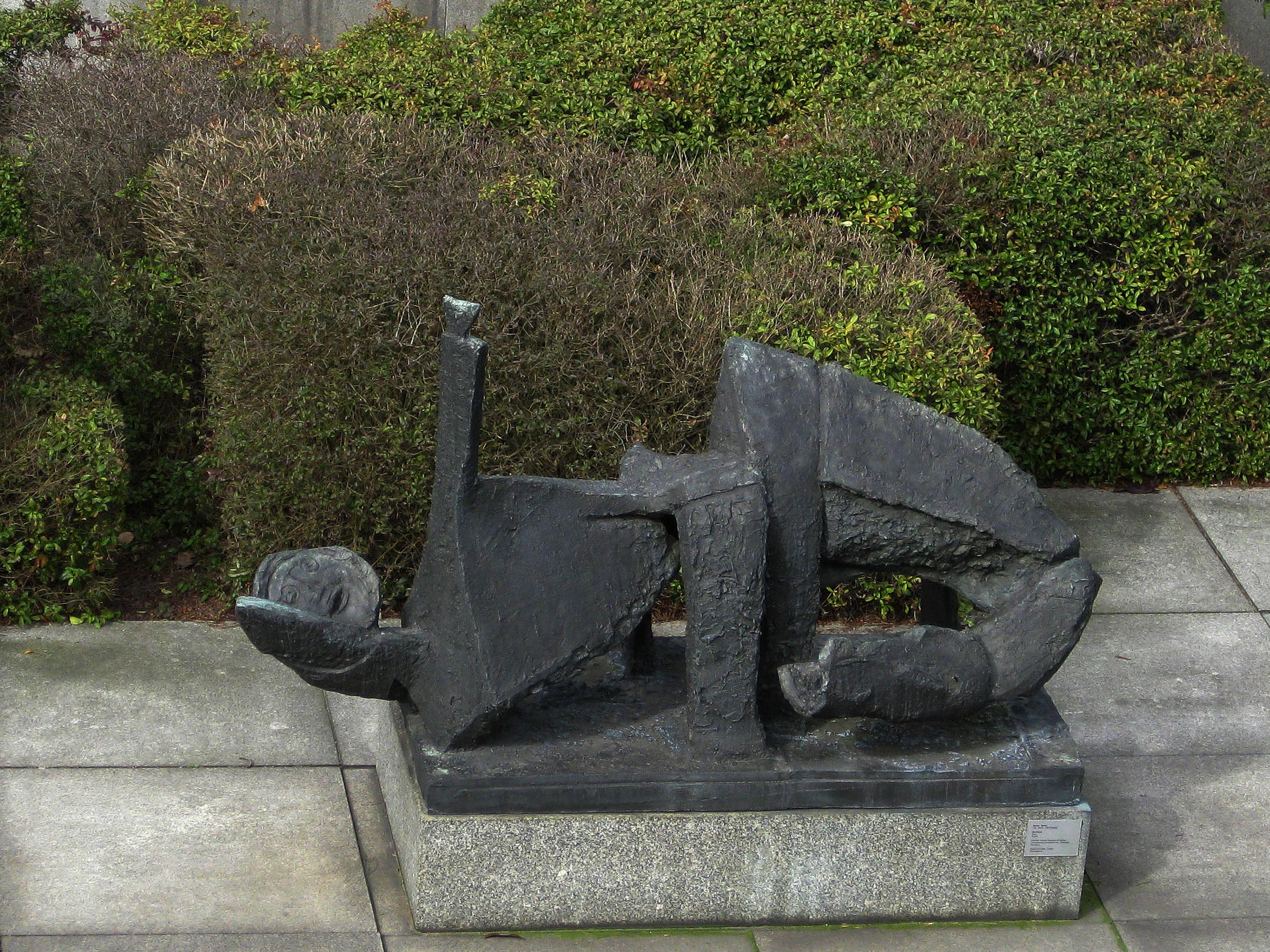
Der Schrei i Berlin
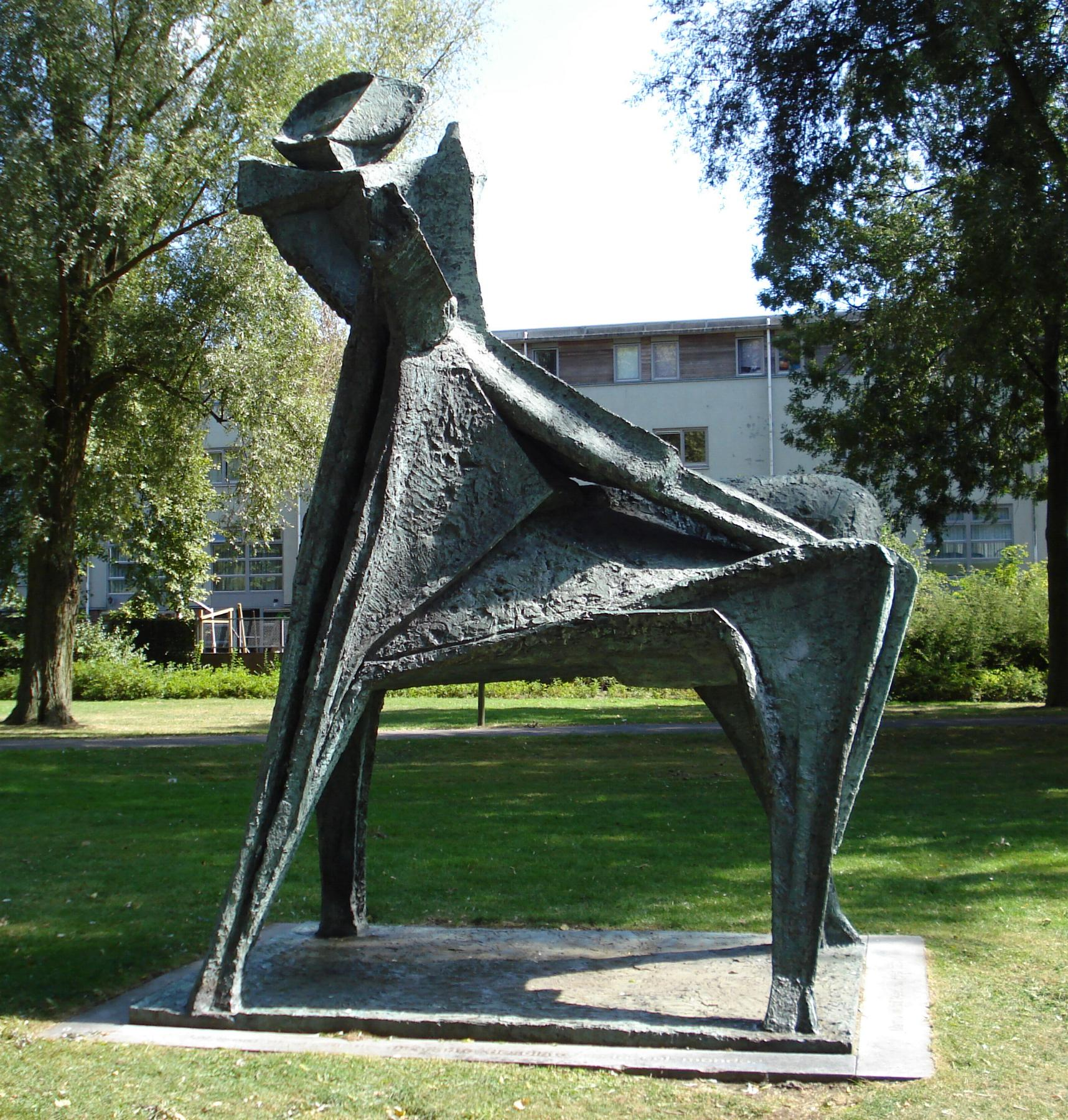
Paard ein ruiter i Haag